# When the Saints Go Marching In
«When the Saints Go Marching In» (с англ. — «Когда ступают святые», также Когда святые маршируют) — народная американская песня жанра спиричуэлс. Со второй четверти XX века песню записывало множество исполнителей разных жанров, она также стала стандартом в джазовом репертуаре.

## Авторство
Авторство не установлено. Вполне возможно, что мелодия принадлежит Эдварду Боутнеру, который опубликовал её в песеннике «Spirituals Triumphant — Old and New», изданном в 1927 году в Нашвилле. Песня часто ошибочно приписывается Джеймсу Милтону Блэку, который в 1896 году сочинил песню под названием «When the Saints Are Marching In», которую путают с настоящей песней. Кроме того, различные вариации названия добавляют путаницу в установлении источника песни: так, были такие названия как «When the Saints March in for Crowning» (1898), «When All the Saints Come Marching In» (1923) и «When the Saints Go Marching Home» (1927).
Текст «When the Saints Go Marching In» связан с устной традицией спиричуэлс негритянского населения Юга США, и поэтому определить автора текста уже невозможно.

## Содержание
Независимо от версии текста, песня выражает надежду быть причисленным к избранным и войти в рай в день Страшного суда. Текст обыкновенно отсылает к Апокалипсису, упоминая затмение солнца или трубу архангела Гавриила, и включает рефрен: «О, когда вступают святые, Господи, как я хочу быть в их числе, когда ступают святые» (англ. Oh when the saints go marching in, Lord, how I want to be in that number, when the saints go marching in).

## Версии
Песня родилась в рамках ново-орлеанского ритуала негритянских похорон, когда сначала исполнялись медленные песни, а после погребения — их быстрые версии. Именно в быстром варианте стиля диксиленд песню «When the Saints Go Marching In» записал и сделал популярной в 1930-е Луи Армстронг. Тем не менее не существует какой-либо «канонической» версии песни, так как её записывало множество исполнителей в разных аранжировках (Махалия Джексон, Гарри Белафонте, Джуди Гарленд, Джерри Ли Льюис и др.). Текст песни не раз модифицировался. Например, Билл Хейли на её основе написал песню «The Saint of Rock’n’Roll». Также существуют версии песни на других языках.
Второе рождение «When the Saints Go Marching In» пережила в футбольной среде Англии. Измененная версия песни, «When the Spurs Go Marching In», стала популярной «кричалкой» на стадионе футбольного клуба Тоттенхэм Хотспур